# Copa Eva Duarte 1948-49
La Copa Eva Duarte 1948-49 fue la tercera temporada oficial de la competición española organizada por la Real Federación Española de Fútbol (RFEF). En esta edición se enfrentó el FC Barcelona, campeón de la Primera División de España y el Valencia CF que había conquistado la Copa del Rey.
Se disputó a partido único el 12 de octubre de 1949, en el Stadium Metropolitano de Madrid de la ciudad de Madrid. El Valencia C. F. fue campeón del trofeo, tras ganar 4:7 después de una prórroga, ya que el partido terminó con empate a 4 goles en los 90 minutos reglamentarios. De esta forma el Valencia conquistó su primer título de la presente competición.

## Clubes participantes
| F.C. Barcelona | Campeón de la Primera División de España 1948-49      |
| Valencia C. F. | Campeón de la Copa del Generalísimo de fútbol 1948-49 |

## Partido
| 12 de octubre de 1949 (temporada 1948-1949) | FC Barcelona                   | 4 : 7 | Valencia CF                                                         | Estadio Metropolitano de Madrid, Madrid               |                                                       |
|                                             | Seguer 43' 48' 68' Nicolau 63' |       | Garaldós 35' Mena 42' Igoa 76' 95' 110' Pasieguito 77' Fuertes 117' | Asistencia: 13.000 espectadores Árbitro(s): Sr. Arqué | Asistencia: 13.000 espectadores Árbitro(s): Sr. Arqué |

|                        |
| Campeón VALENCIA C. F. |
| Primer título          |